# Лучшее в нас
«Лучшее в нас. Почему насилия в мире стало меньше» (англ. The Better Angels of Our Nature: Why Violence Has Declined) — книга Стивена Пинкера 2011 года, в которой автор утверждает, что насилие в мире уменьшилось как в долгосрочной, так и в краткосрочной перспективе, и предлагает объяснения, почему это произошло. В книге используются данные, документирующие снижение уровня насилия во времени и географии. Они рисуют картину массового снижения насилия всех форм, от войны до улучшения обращения с детьми. Пинкер подчеркивает роль монополий национального государства на силу, торговлю (делая «людей более ценными живыми, чем мёртвыми»), повышении грамотности и коммуникации (содействия эмпатии), а также повышении рационального отношения к решению проблем, что может быть причинами снижения насилия. Он отмечает, что, как это ни парадоксально, наше представление о насилии не отслеживало этот спад. Возможно, из-за роста коммуникации. Также, дальнейший спад не является неизбежным, а зависит от сил, взаимодействующих с нашими лучшими побуждениями, такими как эмпатия и здравый смысл.

## Тезис
Название книги было взято из завершения первого инаугурационного выступления президента США Авраама Линкольна. Пинкер использует эту фразу в качестве метафоры для четырёх человеческих побуждений — эмпатии, самоконтроля, «чувства морали» и разума, — который, как он пишет, может «направить нас от насилия к сотрудничеству и альтруизму»:xxv. Пинкер представляет большой объём данных (и их статистический анализ), которые, как он утверждает, демонстрируют, что насилие уменьшалось на протяжении тысячелетий и что настоящее время, вероятно, является самым мирным временем в истории человеческого рода. Он утверждает, что снижение уровня насилия огромно, оно проявляется как в длительных, так и в коротких временных масштабах и встречается во многих областях, включая военные конфликты, убийства, геноцид, пытки, уголовное правосудие и обращение с детьми, гомосексуалами, животными и расовыми и этническими меньшинствами. Он подчеркивает, что «спад, конечно же, не был гладким; он не довёл насилие до нуля; и не гарантируется, что это продолжится».
Пинкер утверждает, что радикальное снижение в насильственном поведении не является результатом серьёзных изменений в биологии или познании человека. Он отвергает мнение о том, что люди по природе жестоки и должны подвергнуться радикальному изменению, чтобы стать более миролюбивыми. Пинкер также отвергает то, что радикальные изменения должны были исходить исключительно из воспитания. Вместо этого он утверждает: «Чтобы объяснить снижение уровня насилия, нужно выявить изменения в нашей культурной и материальной среде, которые дали преимущество нашим миролюбивым побуждениям».
Пинкер выделяет пять «исторических сил», которые поддерживали «наши миролюбивые побуждения» и «способствовали множественному снижению уровня насилия»:
- Левиафан — возникновение современного национального государства и судебной власти «с монополией на законное применение силы», которое может ослабить искушение к агрессии, подавить импульс к мести и обойти корыстные склонности.
- Коммерция — рост «технического прогресса, позволяющего обмениваться товарами и услугами на более длинные расстояния и с большими группами торговых партнеров», так что «другие люди становятся более ценными живыми, чем мертвыми» и «с меньшей вероятностью станут объектами демонизации и дегуманизации».
- Феминизация — растущее уважение к «интересам и ценностям женщин», что также усиливает влияние пацифизма.
- Космополитизм — рост таких сил, как грамотность, мобильность и средства массовой информации, которые «могут побудить людей взглянуть на других иначе и расширить круг сочувствия».
- Эскалатор разума — «усиливающееся применение знаний и рациональности к человеческим делам», которое «может заставить людей осознать бесполезность циклов насилия, уменьшить привилегии своих собственных интересов перед другими и переосмыслить насилие как проблему, которая должна быть решена, а не соревнование, которое должно быть выиграно»[3]:xxvi.

## Краткое изложение
Первый раздел книги, главы 2—7, призван продемонстрировать и проанализировать исторические тенденции, связанные со снижением уровня насилия в разных масштабах. В главе 8 обсуждаются пять «внутренних демонов» — психологические системы, которые могут привести к насилию. В главе 9 рассматриваются четыре «лучших ангела» или побуждения, которые могут склонить людей от насилия. В последней главе рассматриваются пять исторических сил, перечисленных выше, которые привели к снижению уровня насилия.

### Шесть тенденций снижения уровня насилия (главы 2—7)
1. Процесс умиротворения: Пинкер описывает это как переход от «анархии охотничьих, собирательных и садоводческих обществ к первым сельскохозяйственным цивилизациям с городами и правительствами, начавшимся около пяти тысяч лет назад», который привел к «уменьшению хронического рейдерства и вражды, <…> и пятикратному снижению уровня насильственной смерти».
2. Цивилизационный процесс: Пинкер утверждает, что «в период между поздним средневековьем и 20-м в европейских странах количество убийств уменьшилось в 10-50 раз». Он связывает идею Цивилизационного Процесса с социологом Норбертом Элиасом[3].
3. Гуманитарная революция: Пинкер связывает этот термин и концепцию историка Линн Хант. Он утверждает, что эта революция «развернулась в масштабе столетий и началась во времена „Века разума“ и „Европейского Просвещения“ в XVII и XVIII веках». Он также указывает на исторические предшественники и «параллели в других частях света». Он пишет: «Можно видеть первые организованные движения по отмене рабства, дуэлей, судебных пыток, убийств, садистских наказаний и жестокого обращения с животными, а также первые побуждения систематического пацифизма»[3].
4. Долгий мир: термин, который Пинкер связывает с историком Джоном Льюисом Гэддисом и его работой «Долгий мир: исследования в истории холодной войны» (The Long Peace: Inquiries into the history of the Cold War). Это четвёртый «крупный переход», пишет Пинкер, который «произошел после окончания Второй мировой войны». В это время, по его словам, «великие державы и развитые государства в целом перестали воевать друг с другом»[3].
5. Новый мир: Пинкер называет эту тенденцию «более незначительной», но «после окончания холодной войны в 1989 году организованные конфликты всех видов — гражданские войны, геноциды, репрессии со стороны авторитарных правительств и террористические акты — уменьшились во всем мире»[3].
6. Революции в области прав: в послевоенный период наблюдалось, как утверждает Пинкер, «растущее отвращение к агрессии в меньших масштабах, включая насилие в отношении этнических меньшинств, женщин, детей, гомосексуалов и животных. Эти побочные эффекты от концепции прав человека — гражданские права: права женщин, детей, геев и животных — были утверждены в общественных движениях с конца 1950-х годов до наших дней»[3]:xxiv–xxv.

### Пять внутренних демонов (Глава 8)
Пинкер отвергает то, что он называет «гидравлической теорией насилия» — идею «что люди питают внутреннюю тягу к агрессии (инстинкт смерти или жажда крови), которая накапливается внутри нас и должна периодически сбрасываться. Ничто не может быть дальше от современного научного понимания психологии насилия». Вместо этого, утверждает он, исследования показывают, что «агрессия — это результат нескольких психологических систем, которые различаются своими триггерами окружающей среды, внутренней логикой, неврологической основой и социальным распределением». Он рассматривает пять таких систем:
1. Хищническое или практическое насилие: насилие «используется как практическое средство для достижения цели»[3]:613.
2. Доминирование: «стремление к власти, престижу, славе и власти». Пинкер утверждает, что мотивация доминирования может возникать как у отдельных индивидов, так и у сообществ «расовых, этнических, религиозных или национальных групп»[3]:631.
3. Месть: «моралистическое побуждение к возмездию, наказанию и справедливости»[3]:639.
4. Садизм: «преднамеренное причинение боли только для того, чтобы наслаждаться страданиями человека»[3]:660.
5. Идеология: «общая система убеждений, обычно включающая видение утопии, которая оправдывает неограниченное насилие в поисках неограниченного добра»[3].

### Четыре лучших ангела (Глава 9)
Пинкер рассматривает четыре мотива, которые «могут ориентировать [людей] от насилия на сотрудничество и альтруизм». Он выделяет:
1. Эмпатия, которая «побуждает нас чувствовать боль других и согласовывать их интересы с нашими собственными». Несмотря на то, что с проявлением эмпатии человек становится более склонен к альтруистическому поведению, сочувствие не всегда приводит к верным решениям и его легко спутать с «эмоциональным заражением».
2. Самоконтроль, позволяющий нам понимать последствия содействия импульсам и подавлять их соответственно.
3. Чувство морали, которое «освящает набор норм и табу, которые регулируют взаимодействие между людьми в культуре». Они иногда уменьшают насилие, но могут также увеличить его «когда нормы являются племенными, авторитарными или пуританскими».
4. Разум, позволяющий нам выйти за пределы наших узких точек зрения.

В этой главе Пинкер также рассматривает и частично отвергает идею о том, что люди эволюционировали в биологическом смысле, чтобы стать менее жестоким.

## Влияние
Из-за междисциплинарного характера книги Пинкер использует ряд источников из разных областей. Особое внимание уделяется философу Томасу Гоббсу, который, как утверждает Пинкер, недооценен. Использование Пинкером «неортодоксальных» мыслителей непосредственно следует из его наблюдения, что данные о насилии противоречат нашим нынешним ожиданиям. В более ранней работе Пинкер характеризовал общее недоразумение относительно Гоббса: 
Гоббс обычно интерпретируется как предположение, что человек в естественном состоянии был обременен иррациональным импульсом ненависти и разрушения. На самом деле его анализ является более тонким и, возможно, еще более трагичным, поскольку он показал, как динамика насилия выпадает из взаимодействия между рациональными и корыстными агентами:318.
Пинкер также ссылается на идеи, которые иногда упускают из виду современные ученые, например, работы политолога Джона Мюллера и социолога Норберта Элиаса. Название третьей главы книги позаимствована от названия работы Элиаса «Цивилизационный процесс». Пинкер также опирается на работу ученого по международным отношениям Джошуа Гольдштейна. Они были соавторами статьи в New York Times под названием «Война действительно выходит из моды» (War Really Is Going Out of Style), в которой рассмотрены многие их общие взгляды. Они появились вместе в Институте политики Гарварда, чтобы ответить на вопросы ученых и студентов относительно их тезисов.

## Реакция на книгу

### Похвала
Билл Гейтс считает эту книгу одной из самых важных книг, которые он когда-либо читал. В программе BBC «Диски необитаемого острова» (Desert Island Discs) он выбрал эту книгу, как ту, которую взял бы с собой на необитаемый остров. Он писал, что «Стивен Пинкер показывает нам, как мы можем сделать позитивные пути немного более вероятными. Это вклад не только в историческую науку, но и в мир». После того, как Гейтс порекомендовал книгу в мае 2017 года, книга вновь вошла в список бестселлеров.
Философ Питер Сингер положительно оценил книгу в New York Times. Сингер заключил: «[Это] чрезвычайно важная книга. Владение таким большим количеством исследований, разбросанных по стольким различным областям, является виртуозным достижением. Пинкер демонстрирует, что произошел резкий спад насилия, и он убедителен о причинах этого снижения».
Политолог Роберт Джервис в своем долгом обзоре в The National Interest утверждает, что Пинкер «приводит аргументы, которые будет трудно опровергнуть. Тенденции не являются незаметными — многие изменения связаны с порядками величин или даже больше. Даже когда его объяснения не полностью убедительны, они всё равно серьёзны и обоснованны».
В обзоре для The American Scholar Майкл Шермер пишет: «Идея о том, что мы живем в исключительно жестокое время, является иллюзией, созданной неустанным освещением насилия средствами массовой информации в сочетании с развитием нашего мозга, склонностью замечать и запоминать недавние и эмоционально заметные события. Тезис Пинкера состоит в том, что насилие всех видов — от убийств, изнасилований и геноцида до порки детей, жестокого обращения с черными, женщинами, геями и животными — снижается в течение веков в результате цивилизационного процесса».
В The Guardian, политолог Кембриджского университета Дэвид Рансиман пишет: «Я один из тех, кому нравится верить, что мир такой же опасный, как и всегда. Но Пинкер показывает, что для большинства людей мир стал намного менее опасным». Рансиман заключает, что «каждый должен прочитать эту удивительную книгу».
В более позднем обзоре для The Guardian, написанном, когда книга была включена в шорт-лист на «премию Королевского общества за научные книги» (Royal Society Prizes for Science Books), Тим Рэдфорд написал: «В своей уверенности и размахе, огромных временных рамках, гуманной точке зрения и уверенном мировоззрении, это нечто большее, чем научная книга: это эпическая история оптимиста, который может перечислить свои причины быть веселым и поддержать их убедительными примерами <…> Я не знаю, прав ли он, но я думаю, что эта книга — победитель».
Адам Ли писал в обзоре для блога «Big Think», что «даже людям, которые склонны отвергать выводы Пинкера, рано или поздно придется бороться с его аргументами».
В большом обзоре от The Wilson Quarterly психолог Вон Белл назвал работу «отличным исследованием того, как и почему насилие, агрессия и война заметно сократились до такой степени, что мы живем в самый мирный век человечества».
В большом обзоре от Los Angeles Review of Books антрополог Кристофер Бём, профессор биологических наук в Университете Южной Калифорнии и содиректор исследовательского центра «USC Jane Goodall Research Center», назвал книгу «превосходной и важной».
Политолог Джеймс В. Уилсон в The Wall Street Journal назвал книгу «виртуозной попыткой объяснить то, что мистер Пинкер считает одним из самых больших изменений в истории человечества: мы убиваем друг друга реже, чем прежде».
Бренда Мэддокс в The Telegraph назвала книгу «совершенно убедительной» и «аргументированной».
Клайв Куксон в обзоре от Financial Times, назвал работу «удивительным синтезом науки, истории и повествования, демонстрируя, как сегодня подавляющему большинству из нас повезло, что мы подвергаемся серьёзному насилию только через средства массовой информации».
Научный журналист Джон Хорган назвал работу «монументальным достижением», которое «должно затруднить пессимистам цепляться за свое мрачное видение будущего» в положительном обзоре от Slate.
В Huffington Post Нейл Бойд, профессор и заместитель директора Школы криминологии в Университете Саймона Фрейзера, решительно защищал книгу от критиков:
Хотя есть несколько смешанных рецензий, практически все остальные либо бредят книгой, либо выражают близкое к ad hominem презрение и отвращение <…> В основе разногласий лежат конкурирующие концепции исследований и науки, и, возможно, сама эпистемология. Как нам изучать насилие и оценивать, растет ли оно или уменьшается? Какие аналитические инструменты мы используем? Пинкер, чтобы взглянуть на наилучшие имеющиеся данные относительно уровня насильственной смерти с течением времени, в предгосударственных обществах, в средневековой Европе, в современную эпоху и всегда в глобальном контексте, он исследует межгосударственные конфликты, две мировые войны, внутригосударственные конфликты, гражданские войны и убийства. При этом он считает критическим измерителем насилия показатель смертности от убийств на 100 000 граждан <…> Работа Пинкера — замечательная книга, превозносящая науку как механизм для понимания проблем, которые слишком часто окутаны моралью, и очень сомнительными эмпирическими предположениями. Какие бы соглашения или разногласия не вытекали из его труда, автор заслуживает нашего уважения, благодарности и аплодисментов.
Книга также получила положительные отзывы от The Spectator и The Independent.

### Критика
Р. Брайан Фергюсон, профессор антропологии в Университете Рутгерса в Ньюарке, оспаривает археологические доказательства Пинкера о частоте войн в доисторических обществах, которые, по его мнению, «состоят из тщательно отобранных случаев с высокими жертвами, явно не представляющими историю в целом». «Учитывая общую археологическую историю доисторического населения Европы и Ближнего Востока вплоть до бронзового века, свидетельства ясно демонстрируют, что война начиналась спорадически от безвыходных условий и может быть замечена на различных путях развития в различных областях, которые со временем развиваются по мере того, как общества становятся более крупными, оседлыми, сложными, ограниченными, иерархичными, и находятся в одном критически важном регионе, подверженному влиянию расширяющегося государства». Экспертиза Фергюсона противоречит утверждению Пинкера о том, что насилие снизилось в условиях цивилизации, и свидетельствует об обратном.
Несмотря на то, что экономист Тайлер Коуэн рекомендовал книгу как стоящую к прочтению, он скептически отнесся к анализу Пинкера централизации использования насилия в руках современного национального государства.
В обзоре книги в журнале Scientific American психолог Роберт Эпштейн критикует использование Пинкером относительной насильственной смертности, то есть насильственной смерти на душу населения, в качестве подходящего показателя для оценки появления «лучших ангелов» человечества. Вместо этого Эпштейн считает, что правильным показателем является абсолютное количество смертей в данный момент времени. Эпштейн также обвиняет Пинкера в чрезмерной зависимости от исторических данных и утверждает, что он стал жертвой предвзятости подтверждения, что заставило его сосредоточиться на доказательствах, подтверждающих его тезис, игнорируя исследования, которые этого не делают.
Крейг С. Лернер, профессор юридического факультета Университета Джорджа Мейсона, в благодарном, но в конечном итоге негативном отзыве в Claremont Review of Books не отвергает заявления об уменьшении насилия: «Допустим, что 65 лет со времени Второй мировой войны действительно являются одними из самых мирных в истории человечества, судя по проценту земного шара, разрушенного насилием, и проценту населения, умирающего от человеческой руки», но он не согласен с объяснениями Пинкера и приходит к выводу, что «Пинкер изображает мир, в котором права человека не подкреплены чувством святости и достоинства человеческой жизни, но там, тем не менее, наступают мир и гармония. Это будущее, в основном, освобожденное от разногласий и освобожденное от угнетающего Бога, которое некоторые воспримут, как рай на земле. Он не является первым и, конечно, не последним, кто развивает надежду, столь решительно разрушенную историей реальных людей». В резком обмене письмами Пинкер приписывает Лернеру «тео-консервативную повестку дня» и обвиняет его в неправильном понимании ряда моментов, в частности в неоднократном утверждении Пинкера о том, что продолжение «исторического снижения уровня насилия» не гарантировано. В своем ответе Лернер говорит, что «неправильное понимание моего обзора Пинкером очевидно из первого предложения его письма», и ставит под сомнение объективность и отказ Пинкера «признать серьёзность» вопросов, которые он поднимает.
Почетный профессор финансов и медиа-аналитик из Университета Пенсильвании Эдвард С. Герман вместе с независимым журналистом Дэвидом Петерсоном написал подробные негативные рецензии на книгу «Международное социалистическое обозрение» и проекта «Общественная интеллигенция», заключив, что это «ужасная книга, как научная работа, а также как моральный путь и руководство. Но она чрезвычайно хорошо приспособлена к требованиям американской и западной элиты в начале XXI века». Герман и Петерсон не согласны с идеей Пинкера о «долгом мире» со времен Второй мировой войны: «Пинкер утверждает не только, что „демократии избегают споров друг с другом“, но и что они „склонны избегать споров по всем направлениям“. Это, безусловно, станет сюрпризом для многих жертв американских убийств, санкций, диверсий, взрывов и вторжений с 1945 года».
Два критических обзора были связаны с постмодернистскими подходами. Элизабет Колберт написала критический обзор в The New Yorker, на который Пинкер написал ответ. Колберт утверждает, что «внимание Пинкера почти полностью ограничено Западной Европой». Пинкер отвечает, что в его книге есть разделы «Насилие во всем мире», «Насилие в Соединенных Штатах», история войны в Османской империи, России, Японии и Китае. Колберт утверждает, что «Пинкер практически ничего не говорит о кровавых колониальных приключениях в Европе». Пинкер отвечает, что «быстрый поиск позволил бы найти более 25 мест, в которых книга обсуждает колониальные завоевания, войны, порабощения и геноциды». Пинкер называет этот обзор «постмодернистской софистикой, которой так часто балуется The New Yorker, публикуя доклады о науке».
Явно постмодернистская критика — или, точнее, критика, основанная на перспективизме, — сделана в CTheory Беном Лоусом, который утверждает, что «если мы примем „перспективистскую“ позицию по отношению к вопросам истины, было бы невозможно утверждать прямо противоположное историческому нарративу Пинкера о насилии. Стали ли мы на самом деле ещё более насильственными с течением времени? Каждая интерпретация могла бы вложить определённую долю в „правду“ как нечто фиксированное и действительное, и, тем не менее, каждую точку зрения можно считать ошибочной». «Пинкер утверждает на своей странице часто задаваемых вопросов, что экономическое неравенство, как и другие формы „метафорического“ насилия, могут быть плачевными, но смешивать его с изнасилованием и геноцидом — значит смешивать мораль с пониманием. То же самое относится к недоплате работникам, подрыву культурных традиций, загрязнению окружающей среды, экосистемы и другие практики, которые моралисты хотят подвергнуть стигматизации, метафорически распространяя на них термин насилие. Дело не в том, что это не плохие вещи, но нельзя написать связную книгу на тему „плохих вещей“. Физическое насилие является достаточно большой темой для одной книги (как ясно из „Лучших ангелов“). Точно так же, как в книге о раке не нужно иметь главу о метафорическом раке». Цитируя это, Лоус утверждает, что Пинкер страдает от «редуцирующего видения того, что значит быть жестоким».
Джон Аркилла из Военно-морской аспирантуры (Naval Postgraduate School) раскритиковал книгу в журнале «Внешняя политика» (Foreign Policy) за использование статистики, которая, по его словам, не совсем точно отражает угрозу гибели мирных жителей на войне:
Проблема с выводами, сделанными в этих исследованиях, заключается в их зависимости от статистики «боевой смерти» <…> число смертей некомбатантов, вызванных войной, очень и очень резко возросло. Во время Первой мировой войны, возможно, только 10 процентов из 10 миллионов скончавшихся были гражданскими лицами. Количество смертей, не связанных с военными действиями, возросло до 50 процентов из 50 миллионов с лишним жизней, погибших во Второй мировой войне, и с тех пор число жертв продолжает расти.
Стивен Корри, директор благотворительной организации Survival International, раскритиковал книгу с точки зрения прав коренных народов. Он утверждает, что книга Пинкера «продвигает фиктивный, колониалистический образ отсталого „Брутального дикаря“, который отодвигает споры о правах коренных народов на протяжении столетия и который до сих пор используется для оправдания их уничтожения».
Антрополог Рахул Ока предположил, что очевидное снижение уровня насилия является лишь проблемой масштабирования. Можно ожидать, что войны убьют больший процент меньшего населения. По мере роста населения пропорционально требуется меньше воинов.
Синиса Малесевич утверждает, что Пинкер и другие подобные теоретики, такие как Азар Гат, формулируют ложное видение людей как генетически предрасположенных к насилию, и они сосредоточены на последних сорока-пятидесяти годах.
Статистик и философ-эссеист Нассим Николас Талеб использовал термин «проблема Пинкера» для описания ошибок в выборке в условиях неопределенности после переписки с Пинкером относительно теории «великой умеренности». «Пинкер не имеет четкого представления о разнице между наукой и журналистикой». В ответе Пинкер отрицает, что его аргументы имеют какое-либо сходство с аргументами «большой умеренности» о финансовых рынках, и заявляет, что "статья Талеба подразумевает, что «„Лучшие ангелы“ состоят из 700 страниц причудливых статистических экстраполяций, которые приводят к заключению, что насилие катастрофы стали невозможными <…> [но] статистика в книге скромная и почти полностью описательная» и «книга явно, непреклонно и неоднократно отрицает, что в будущем не может произойти серьёзных насильственных потрясений». Талеб со статистиком Паскуале Сирилло опубликовал официальное опровержение в журнале Physica A: Statistical Mechanics and its Applications, где они исследуют тезисы о «долгом мире» и падении насилия и обнаруживают, что они статистически недействительны и в результате ошибочных и наивных методологий, несовместимых с законом Распределение вероятностей. Они предлагают альтернативную методологию, позволяющую рассматривать насилие в частности и другие аспекты количественной историографии в целом таким образом, чтобы это соответствовало статистическим выводам, которые должны учитывать закон распределения вероятностей и ненадежность сообщений о конфликтах.
В марте 2018 года академический журнал Historical Reflections опубликовал первый выпуск своего 44-го тома, целиком посвященного ответам на книгу Пинкера, в свете его значительного влияния на массовую культуру, как, например, оценка Биллом Гейтсом. Выпуск содержит эссе двенадцати историков о диссертации Пинкера, а редакторы выпуска Марк С. Микал, профессор истории в Университете Иллинойса, и Филип Дуайер, профессор истории в Университете Ньюкасла, пишут во вступительной статье, что «Не все из ученых, включенных в этот журнал, согласны во всем, но общий вердикт состоит в том, что тезис Пинкера, несмотря на все стимулы, которые он мог дать дискуссиям о насилии, серьёзно, если не смертельно, ошибочен. Проблемы, которые возникают снова и снова: неспособность по-настоящему использовать исторические методологии; беспрекословное использование сомнительных источников; тенденция преувеличивать насилие прошлого, чтобы противопоставить его предполагаемая миролюбие современной эпохи, создание ряда подменных тезисов, которых Пинкер затем развенчивает, и его чрезвычайно западноцентричный взгляд на мир». Сам Пинкер на своей странице часто задаваемых вопросов заявляет, что он не включает в свое определение катастрофическое экологическое насилие (включая насилие над дикими или одомашненными животными или растениями, не относящимися к человеку, или против экосистем) или насилие экономического неравенства и принудительных условий труда; он считает эти формы насилия «метафорическими». Некоторые критики поэтому утверждали, что Пинкер страдает «редуктивным представлением о том, что значит быть жестоким».

## Переводы (➤)
- В 2020 году вышел русский перевод: «Лучшее в нас. Почему насилия в мире стало меньше». Научным редактором книги была Екатерина Шульман.
- В 2022 году вышел украинский перевод: «Добрі янголи людської природи. Чому у світі панувало насильство і чи стало його менше?». Переводчиком выступила Орина Емельянова.